# 2 Ursae Minoris
Désignations
2 Ursae Minoris (en abrégé 2 UMi) est une étoile seule située à quelques degrés du pôle céleste nord. Contrairement à ce que semble indiquer sa désignation de Flamsteed, l'étoile est en fait située dans la constellation de Céphée, et cette situation fut figée en 1930 lorsque Eugène Delporte établit formellement les limites des constellations. De ce fait, l'étoile est généralement désignée par ses numéros de catalogues tels que HR 285 et HD 5848. Elle est visible à l’œil nu comme une étoile pâle et orangée d'une magnitude apparente de 4,24. Elle est distante de ∼ 280 a.l. (∼ 85,8 pc) et elle s'éloigne du Soleil avec une vitesse radiale héliocentrique de +8 km/s. Elle a été proposée comme membre du superamas des Hyades.
2 Ursae Minoris est une étoile âgée de type spectral K2 II-III, avec une classe de luminosité II-III qui indique que son spectre montre à la fois des traits d'une étoile géante et d'une étoile géante lumineuse. Elle fait 2,3 fois la masse du Soleil et son rayon est devenu 24 fois plus grand que celui du Soleil. L'étoile est 215 fois plus lumineuse que le Soleil et sa température de surface est de 4 513 K.